# Phonera
Phonera AB var ett svenskt företag inom tele- och datakommunikation, grundat 1988 under namnet Viking Telecom. 2006 köptes bolaget Phonera och det sammanslagna bolaget antog namnet Phonera. Företaget bedrev verksamhet inom fast telefoni, mobiltelefoni, IP-telefoni, datorhallar, bredband och VPN främst riktat mot företagskunder.
Verksamheten drevs i två dotterbolagskoncerner. Phonera Företag AB, även känt som affärsområdet Phonera Telefoni, sålde telefonitjänster och dotterbolaget Availo, tidigare affärsområdet Managed Services, sålde tjänster inom datorhallar och bredband.
2011 omsatte Phonera 392 miljoner kr och hade 105 anställda. Verksamheten bedrevs i Stockholm, Göteborg, Malmö, Linköping och Oslo och huvudkontoret var sedan 2007 placerat i Malmö.
2013 köptes Phonera Telefoni upp av Com Hem. och den kvarvarande delen av koncernen bytte, i mars 2014, namn till Availo AB. Com Hem fortsatte att använda varumärket Phonera till under 2017. Verksamheten i Availo inom datorhallar m.m. köptes av IP-Only i maj 2014.. 
Bolaget var börsnoterat på Stockholmsbörsens Small Cap-lista 30 maj 2000–4 juli 2014.

## Historia
Phonera grundades år 2000 med initialt fokus på direktförsäljning av förvalstelefoni till företag. 2001 fokuserades verksamheten till att via telemarketing erbjuda förvalstelefoni till företag. 2006 förvärvades Phonera av det börsnoterade bolaget Viking Telecom och namnet Phonera AB antas. Samma år noterades Phonera AB på stockholmsbörsen och en satsning på IP-baserade tjänster till företag påbörjades.
Även affärsområde Managed Services bildas med tjänster som hosting och colocation i produktportföljen. 2007 förvärvade Phonera Rix Telecom, Netcamp och Rekall för att ytterligare stärka sin närvaro på IP-marknaden. 2010 lanserade Phonera mobiltelefoni och 2011 byter det tidigare affärsområdet Managed Services namn och varumärket Availo lanseras.
2013 köptes Phonera Telefoni upp av Com Hem. och den kvarvarande delen av koncernen bytte, i mars 2014, namn till Availo AB. Com Hem fortsatte att använda varumärket Phonera till under 2017. Verksamheten i Availo inom datorhallar m.m. köptes av IP-Only i maj 2014.. 

## Kritik mot företaget
2005, 2008, 2009, 2011, 2012 och 2014 har Phonera hamnat i topp i Svenskt Kvalitetsindex (SKI) mätningar av kundnöjdheten bland teleoperatörernas kunder.
Mellan 2011 och 2013 har företaget kritiserats i pressen för att binda privatpersoner vid företagsabonnemang och oseriös telefonförsäljning. Enligt Konsumentverkets diarium finns det 56 anmälningar mot företaget under nämnda period.

## Produkter och tjänster
- Fast telefoni. Förvalstelefoni var Phoneras största tjänst. Phonera agerade virtuell operatör vilket betyder att de köpte sin kapacitet från befintliga operatörer.

- Mobiltelefoni. Phoneras mobiltjänster[8] tillhandahölls i Telia Mobile Networks mobilnät för GSM/GPRS, EDGE och 3G.

- Telefonkonferens - fanns dels som standardiserad tjänst där varje deltagare betalar vanlig samtalstaxa och dels som skräddarsydda lösningar.

- IP-telefoni - innebar att företaget använder sin internetanslutning för att ringa telefonsamtal.

- IP-baserad växellösning - en virtuell växeltjänst, IP-Centrex.

- Internetaccesser. Phonera erbjöd bredband via ADSL och SHDSL samt fiber-anslutningar.

- IP-tjänster - bland annat säkerhetsbackup via Internet, faxbrevlåda och betaltjänster.

## Verkställande direktörer
- Rikard von Horn VD, 2003-2006
- Henric Wiklund VD, 2006-2012
- Robert Öjfelth VD, 2012-2015
- Tobias Lennér VD, 2015-?